# Bonn
Zvezno mesto Bonn (nemško Bundesstadt Bonn) je mesto na bregovih Rena v nemški deželi Severno Porenje - Vestfalija v Nemčiji. Bonn, ki ima 330.000 prebivalcev (2021), leži v južnem delu Rensko-Rurske regije, največjega nemškega somestja ali metropolitanskega območja.
Ustanovljeno v 1. stoletju pred našim štetjem kot rimsko naselje, je Bonn eno izmed najstarejših mest v Nemčiji. Od leta 1597 do 1794 je bil Bonn glavno mesto volilnega okraja Köln in sedež nadškofje in knezoškofov iz Kölna. Leta 1949 je parlamentarni svet pripravil in sprejel nemško ustavo, temeljni zakon Zvezne republike Nemčije v Bonnu. Čeprav je bil Berlin simbolično (de jure) poimenovan za nemško glavno mesto, je bil od leta 1949 do 1990 Bonn sedež osrednjih političnih institucij (zvezne vlade, predsednika republike in parlamenta) ter tako de facto glavno mesto Zahodne Nemčije. Še v letih 1990 do 1999 je bil Bonn sedež vlade združene Nemčije. V znak priznanja nekdanjega statusa nemškega glavnega mesta zdaj nosi naziv "zvezno mesto" (Bundesstadt). Bonn trenutno deli status sedeža nemške vlade z Berlinom, s predsednikom, kanclerjem in številnimi ministrstvi, ki so delno še vedno prisotni v Bonnu.
V mestu je nastanjenih tudi 19 institucij Združenih narodov (Bonn je največje središče ZN v Nemčiji), pa tudi Univerza v Bonnu (Rheinische Friedrich-Wilhelms-Universität Bonn). 
Je rojstni kraj Ludwiga van Beethovna (rojen leta 1770).

## Zgodovina
Leta 1989 je Bonn praznoval svojo 2000-letnico. Vendar je bilo območje naseljeno že prej. O tem pričajo 14000 let star dvojni grob iz okrožja Oberkassel in jarek ter lesene palisade, ki so bile odkrite na območju Venusberg iz okoli 4080 pr. n. št.
Zgodovina mesta pa sega v rimske čase. V približno leta 12.pred našim štetjem se zdi, daje rimska vojska tukaj namestila majhno enoto, kjer je trenutno zgodovinsko središče mesta. Še pred tem je vojska preselila člane germanske plemenske skupine povezane z Rimom, Ubiji, v Bonn. Latinsko ime za to naselje, "Bonna", lahko izhaja od imena prvotnega prebivalstva tega in mnogih drugih naselij na tem območju, Eburoni. Eburoni so bili člani velike plemenske koalicije, ki je bila učinkovito uničena v Cezarjevi vojni v Galiji 53-51 pr.n. št.. Po nekaj desetletjih je rimska vojska zapustila majhen kamp povezan z naseljem Ubijcev. V 1. stoletju je vojska nato izbrala zemljišče severno od nastajajočega mesta in izgradnjo velikega vojaškega objekta poimenovala Castra Bonnensis, to je dobesedno "Trdnjava Bonn". Prvotno zgrajena iz lesa, je bila utrdba sčasoma obnovljena v kamnu. Z dodatki, spremembami in novogradnjo, je trdnjava ostala v uporabi vojske od zadnjih dni zahodnorimskega cesarstva, sredi 5. stoletja n. št.. Strukture same so stale tudi v srednjem veku, ko so mesto imenovali Bonnburg. Uporabljali so jih frankovski kralji, dokler so bili na oblasti. Sčasoma so veliko gradbenega materiala ponovno uporabili pri gradnji mestnega obzidja v 13. stoletje. Sterntor (zvezdna vrata) v središču mesta so rekonstrukcija zadnjih ostankov srednjeveškega obzidja.
Bonnska rimska utrdba je bila največja trdnjavo svojega tipa, znana iz antičnega sveta, to je utrdba zgrajena za namestitev celotne cesarske legije in pomožnega osebja. Utrdba je zajemala površino približno 250.000 kvadratnih metrov. Med zidovi je bila gosta mreža ulic in množica objektov, velikosti glede na položaj lastnika in častniške četrti do vojašnic, hlevov in vojaškega zapora. Med legijami, ki so bile nameščene v Bonnu je bila najbrž najdlje "1.", to je I. legija Minervia (Prima Legio Minervia). Enote iz Bonnske legije so bile bila napotene v vojne na območju današnje Alžirije, ruske republike Čečenije.
Glavna rimska cesta, ki je povezovala pokrajinski prestolnici Köln in Mainz je potekala skozi trdnjavo, kjer se je pridružila glavni cesti trdnjav (zdaj Römerstraße). Nekoč skozi Južna vrata, je cesta Köln, Mainz se je cesta nadaljevala, kar so zdaj ulice poimenovane Belderberg, Adenauerallee, itd.. Na obeh straneh ceste so lokalna naselja, Bonna, prerasla v veliko rimsko mesto.
V pozni antiki so velik del mesta najbrž uničili roparski vsiljivci. Preostalo civilno prebivalstvo se je zateklo v notranjost utrdbe skupaj s tukaj nameščenimi ostanki čet. V zadnjih desetletjih rimske vladavine so vojaki sodelovali s frankovskimi poglavarji. Ko je prišel konec so ti vojaki preprosto prenesli svojo pripadnost novim barbarskim oblastnikom, frankovskim kraljem. Iz utrdbe, Bonnburg, kot tudi iz novega srednjeveškega naselja usmerjenega na jug, kjer je kasneje nastal Bonski Münster, je zraslo srednjeveško mesto Bonn. Lokalne legende nastale v tem obdobju, govorijo o imenu vasi, ki naj bi prišlo od sv. Bonifacija, preko ljudske latinščine *Bonnifatia, vendar se je izkazalo, da je to mit.
Med 11. in 13. stoletjem je bila zgrajena cerkev v romanskem slogu, Bonnski Münster, leta 1597 pa Bonn postane sedež nadškofije iz Kölna. Mesto je pridobilo večji vpliv in se bistveno povečalo. 
Med obleganjem leta 1689 je bil Bonn predmet velikega bombardiranja. Obleganje Bonna je potekalo v času devetletne vojne, ko so sile nizozemske republike in volilni knez Brandenburga oblegali in zajeli Bonn. To je bil del kampanje Porenje v kateri se je Brandenburg spopadal kot del Velikega zavezništva proti Ludviku XIV.. Po pojavu Ludvika v Porenju, se je oblikovala koalicija držav, ki se je uprla francoski hegemoniji.
Volilni knez Clemens Avgust (vladal 1723-1761) je odredil gradnjo vrste baročnih zgradb, ki še vedno dajejo mestu svoj značaj. Še en nepozaben vladar je bil nadvojvoda Max Franz Avstrijski (vladal 1784-1794), ki je ustanovil univerzo in zdraviliško četrt Bad Godesberg. Poleg tega je bil mecen mladega Ludwiga van Beethovna, ki je bil rojen v Bonnu leta 1770; volilni knez je financiral skladateljevo prvo potovanje na Dunaj.
Leta 1794 so mesto zasegli francoski vojaki in je postalo del prvega francoskega cesarstva. Leta 1815 sledijo napoleonske vojne, Bonn postane del Kraljevine Prusije. Kot del pruske province Porenja, je mesto postalo del nemškega cesarstva leta 1871 v času pruske združitve Nemčije. Bonn je bil v teh letih le malo pomemben.

### Zgodovina po letu 1945
Med drugo svetovno vojno je Bonn pridobil na vojaškem pomenu zaradi svoje strateške lege ob reki Ren, ki je bila naravna oviro za enostaven vdor nemške vojske v osrčje zahoda. Zavezniške enote, ki so prodirale proti Nemčiji, so dosegle Bonn 7. marca 1945 in 1. pehotna divizija ZDA je zajela mesto v bitki 8.-9. marca 1945. 
Po drugi svetovni vojni, je bil Bonn v britanski okupacijski coni in leta 1949 postal de facto glavno mesto novoustanovljene Zvezne republike Nemčije (de jure glavno mesto Zvezne republike Nemčije skozi leta delitve hladne vojne je bil vedno Berlin). Izbira Bonna je bila dosežena predvsem zaradi zagovarjanja prvega kanclerja Zahodne Nemčije, Konrada Adenauerja, nekdanjega kölnskega župana, po rodu iz tega območja. In to kljub dejstvu, da je Frankfurt že imel potrebne objekte in je bila uporaba Bonna, ocenjena na 95 milijonov nemških mark, dražja od uporabe Frankfurta. Vendar pa so Adenauer in drugi vidni politiki menili, da bi glavno mesto v večjem mestu, kot sta Frankfurt ali Hamburg, pomenil stalnost in zmanjšal podporo v Zahodni Nemčiji za združitev.
Zaradi svoje relativno majhne velikosti za glavno mesto, so včasih Bonn v šali imenovali kot Bundeshauptstadt ohne nennenswertes Nachtleben (zvezno glavno mesto brez omembe nočnega življenja) ali Bundesdorf (zvezna vas.)  V obdobju po drugi svetovni vojni / obdobju hladne vojne je bilo veleposlaništvo ZDA v Bonnu največje. 
Združitev Nemčije leta 1990 je znova določila Berlin za glavno mesto. Ta odločitev pa ni predpisala da bi premikali tudi politične institucije republike. Določitev Berlina kot glavnega mesta Združene Nemčije je bila močno povezana s cesarsko Nemčijo, Weimarsko republiko in bolj nemirno z nacistično Nemčijo. Zdelo se je, da se nova mirno združena Nemčija ne bi smela navezati na mesto, povezano s takšnimi spomini na vojno. Poleg tega je bil Bonn bližje Bruslju, sedežu Evropske unije.
Medtem ko sta se vlada in parlament preselila v Berlin, je kot kompromis, nekaj ministrstev (kot obrambno in kmetijsko) v veliki meri ostalo v Bonnu, s samo najvišji uradniki so šli v Berlin. Tako je ostal Bonn drugo, neuradno glavno mesto z novim naslovom "Zvezno mesto" (Bundesstadt). Več kot 8.000 od 18.000 zveznih uradnikov je ostalo v Bonnu. 
Trenutno v bonnskem gospodarstvu igra pomembno vlogo zasebni sektor. Bonn ima četrto najvišjo tržno kapitalizacijo med nemškimi mesti. S sedežem DHL, T-Mobile in drugimi uglednimi družbami so menedžerji nadomestili javni sektor.

## Geografija
Na prehodu iz regije nižje Porenje do območja Spodnje Porenje, ki ga zaznamujejo Godesbergerški renski lijak, ki se nahaja na jugozahodu severnega Porenja-Vestfalije, leži mesto Bonn. Na 141,2 kvadratnih kilometrov se razteza na obeh straneh Rena. Levi breg  predstavlja približno tri četrtine vseh okrožij.
Na jugu in zahodu, na vznožju hriba Eifel, obkroža mesto Krajinski park Porenje, ki mu pripada obsežen gozd Kottenforst. Severno od Bonna se renska dolina odpre v tako imenovan Kölnski zaliv, nizka ravna renska terasa. Reka Sieg je naravna meja na severovzhodu, pogorje Siebengebirge pa na vzhodu in jugovzhodu. Jugovzhodno od Bonna se razteza Westerwald.
Bonn ima geografsko središče pri zveznem sodišču, ki se nahaja v okrožju Gronau. Geografska lega kraja je 50°43′9″N 7°7′3″E / 50.71917°N 7.11750°E.
Največja širitev mestnega območja gre v smeri sever-jug in znaša 15 kilometrov, v smeri vzhod-zahod je 12,5 km. Meja mesta je dolga 61 kilometrov.
Na desni strani Rena je Ennert, severni obronki Siebengebirge, Paffelsberg visok 194,8 m je najvišja točka v mestu Bonn. Najnižja točka je na nadmorski višini 45,6 m blizu Kemper Werth pri sotočju Siega.

### Podnebje
Bonn ima oceansko podnebje (CFB po Köppenu). Na jugu v kölnskem nižavju v dolini Rena je Bonn ena od najtoplejših nemških regij.

### Uprava
Bonn je razdeljena v štiri občine, ki so sestavljene iz skupno 51 okrožij.  Vsako okrožje ima svoj svet z županom. Mesto ima tudi 65 statističnih okolišev, od katerih so nekatera istovetna z okrožji po imenu in velikosti. Bonn je razdeljen za potrebe Občinske statistike v devetih okrožjih: Bonner Zentrumsbereich, Bonn-Südwest, Bonn-Nordwest, Bundesviertel, Godesberger Zentrumsbereich, Godesberger Außenring, Beueler Zentrumsbereich, Beueler Außenring in Hardtberg. 

## Znamenitosti
Beethovnova rojstna hiša se nahaja v Bonngasse v bližini tržnice. Blizu je tudi Stara mestna hiša zgrajena leta 1737 v rokoko slogu, pod vladavino Clemensa Avgusta Bavarskega. Uporablja se za sprejeme gostov mesta in kot urad župana. V bližini je palača Kurfürstliches Schloss, zgrajena kot prebivališče volilnega kneza in zdaj glavna zgradba Bonnske univerze.
Poppelsdorfer Allee je pot s kostanji, po kateri je potekal prvi konjski tramvaj. Povezuje palači Kurfürstliches Schloss in Palača Poppelsdorfer, ki je bila zgrajena kot prebivališče volilnih knezov v prvi polovici 18. stoletja in kjer je zdaj botanični vrt. To os je prekinila železniška proga in zgradba glavne železniške postaje, zgrajena leta 1883/84.
Beethovnov spomenik stoji na Münsterplatz, kjer je tudi Bonnski minister, ena najstarejših nemških cerkva.
Tri najvišje stavbe v mestu so radijski stolp WDR v Bonn-Venusbergu (180 m), sedež v Deutsche Post imenovan Post Tower (162,5 m) in nekdanja stavba nemškega parlamenta Langer Eugen (114,7 m ) zdaj nova lokacija kampusa ZN.

### Cerkve
- Bonnski Münster[8]
- Dvojna cerkev Schwarzrheindorf, zgrajena 1151
- Staro Bonnsko pokopališče, eno najbolj znanih v Nemčiji[9]
- Kreuzbergkirche, zgrajena 1627, delo Johanna Balthasarja Neumanna, Svete stopnice so stopnišče za romarje[10]

### Gradovi in palače
- Trdnjava Godesburg v ruševinah [11][12]

### Sodobne zgradbe
- Beethovnova dvorana (Beethovenhalle)
- Zvezna četrt (Bundesviertel) z več vladnimi zgradbami 
  - Post Tower, najvišji nebotičnik v deželi Severno Porenje - Vestfalija, sedež Deutsche Post/DHL
  - Maritim Bonn, hotel s petimi zvezdicami in kongresni center
  - Schürmann-Bau, sedež Deutsche Welle
  - Langer Eugen, od 2006 center kampusa Združenih narodov, prej stanovanja in pisarne članov nemškega parlamenta
- Deutsche Telekom
- T-Mobile
- Kameha Grand, pet zvezdični hotel

### Muzeji
- Umetnostna in razstavna galerija Zvezne republike Nemčije
- Bonnski muzej moderne umetnosti
- Muzej zgodovine Zvezne republike Nemčije
- Museum Koenig , kjer se je prvič sestal parlament
- Beethovnova hiša, rojstni kraj Ludwiga van Beethovena
- Renski pokrajinski muzej Bonn
- Muzej žensk
- Hiša Augusta Mackeja, muzej posvečen Augustu Mackeju
- Arithmeum

## Mednarodne povezave
Pobratena mesta z Bonnom so: :
- Tel Aviv, Izrael, od 1983
- Potsdam, Nemčija, od 1988[14]
- Yogyakarta, Indonezija

Partnerska mesta so:
- Oxford, Združeno kraljestvo, od 1947[15]
- Budimpešta, Budafok, Madžarska, od 1991
- Opole, Poljska, od 1997[16]

Poleg tega je mesto Bonn partner pri specifičnih projektnihz:
- Buhara, Uzbekistan
- Cape Coast, Gana[17]
- Minsk, Belorusija, od 1993[18]
- La Paz, Bolivija
- Chengdu, Kitajska
- Tirana, Albanija

Center Bonna je obdan s številnimi tradicionalnimi mesti in vasmi, ki so bile neodvisne do pred nekaj desetletji. Ker je veliko teh skupnosti že vzpostavilo svoje stike in partnerstva pred regionalno in lokalno reorganizacijo leta 1969, ima Zvezno mesto Bonn zdaj gosto mrežo partnerstev z evropskimi partnerskimi mesti.
Okrožje Bad Godesberg je vzpostavilo partnerstvo s: Saint-Cloud v Franciji, Frascati v Italiji, Windsor in Maidenhead v Angliji in Kortrijk v Belgiji; sporazum o prijateljstvu je bil podpisan z mestom Yalova v Turčiji.
Okrožje Beuel na desnem bregu reke Ren in mestna četrt Hardtberg sta partnerja z mesti v Franciji: Mirecourt in Villemomble.
Poleg tega je mesto Bonn razvilo koncept mednarodnega sodelovanja in vzdržuje v trajnostni razvoj usmerjena projektna partnerstva še poleg tradicionalnih pobratenj, med drugim z Minskom v Belorusiji, Ulan Batorjem v Mongoliji, Buharo v Uzbekistanu, Chengdujem na Kitajskem in La Pazom v Boliviji.